# Rio Yellowknife

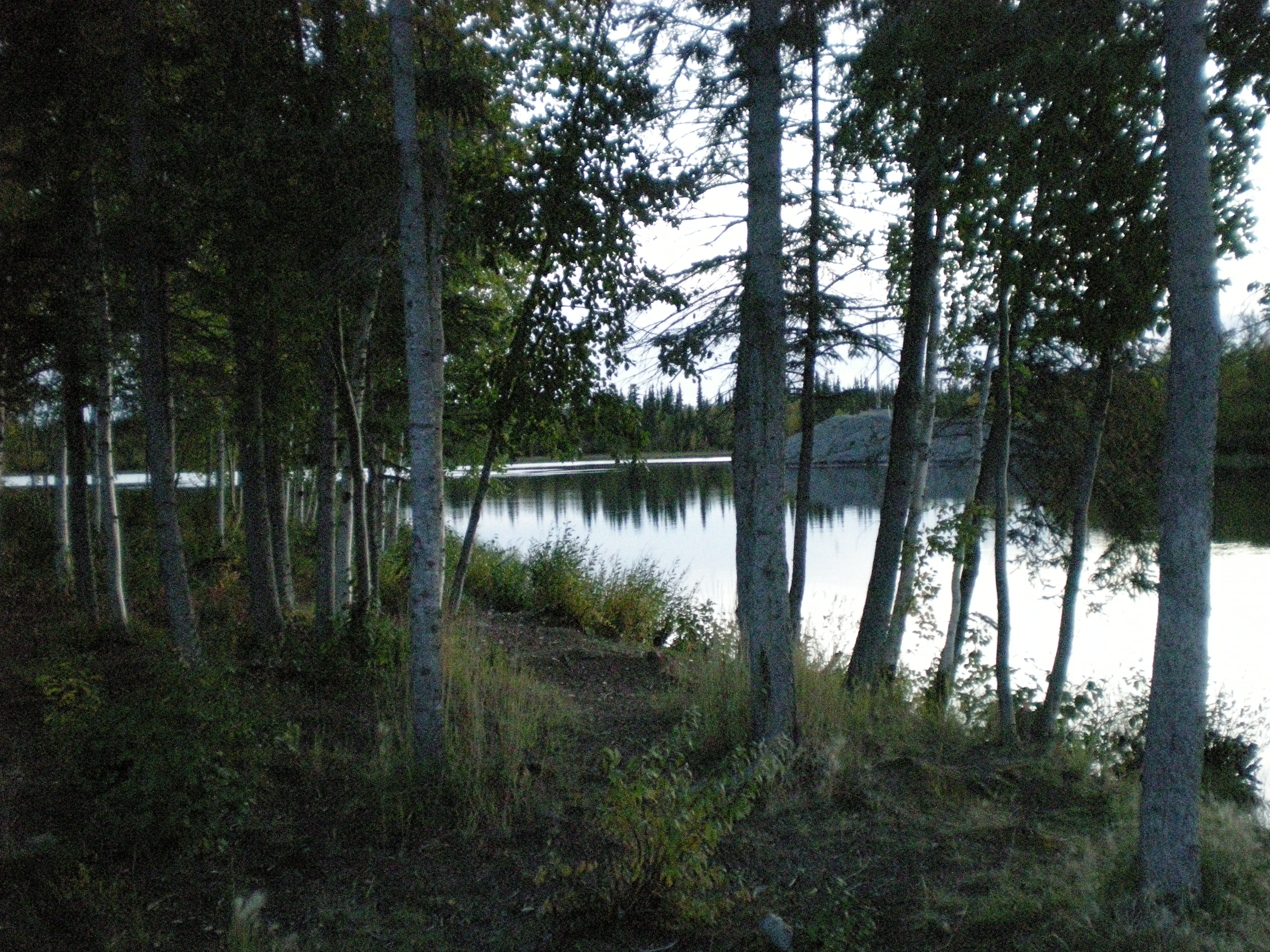
Rio Yellowknife

O Rio Yellowknife é um rio localizado nos Territórios do Noroeste, Canadá. Ele flui para o sul e deságua na Baía de Yellowknife, parte do Grande Lago do Escravo, na cidade de Yellowknife. O lago é drenado pelo rio Mackenzie para o Oceano Ártico como parte da maior bacia de drenagem do Canadá. O nome do rio deriva do povo dene, nativo da região de Yellowknife, um povo das Primeiras Nações que vive na área há milhares de anos.
A cidade de Yellowknife obtém seu abastecimento de água do rio.